# Dear friends (RO-KYU-BU!のアルバム)
『Dear friends』（ディア・フレンズ）は、RO-KYU-BU!の2枚目のアルバム。2013年9月4日にワーナー・ホーム・ビデオから発売された。

## 概要
テレビアニメ『ロウきゅーぶ！』のメインキャスト5人で結成した声優ユニットによるアルバム。
2013年8月3日、RO-KYU-BU!公式ホームページにてアルバムのタイトルとジャケットが公開された。
前作の「pure elements」ではグループ内ユニットは「花澤香菜、井口裕香、日笠陽子」と「日高里菜、小倉唯」の2組だったのに対し、本作では5組に増加した。

## 収録曲
1. キドキド
作詞：くまのきよみ、作曲・編曲：AKIRASTAR
PS Vitaゲーム 『ロウきゅーぶ! ないしょのシャッターチャンス』 オープニングテーマ
2. Get goal!
作詞：KOTOKO、作曲・編曲：八木沼悟志
テレビアニメ『ロウきゅーぶ！SS』オープニングテーマ
3. Sync
歌：RO-KYU-BU!（花澤香菜、小倉唯）
作詞・作曲・編曲：やしきん
4. コ・カ・ツ
歌：RO-KYU-BU!（日笠陽子、日高里菜）
作詞：くまのきよみ、作曲：AKIRASTAR
5. コードネーム:075（オンナノコ）
作詞：くまのきよみ、作曲・編曲：渡辺剛
6. デンジャラス♡ポリシー
歌：RO-KYU-BU!（井口裕香、日高里菜、小倉唯）
作詞：うらん、作曲・編曲 PandaBoY
7. 照れかくしのyawn
歌：RO-KYU-BU!（花澤香菜）
作詞・作曲：KOTOKO、編曲：渡辺剛
8. RISE
歌：RO-KYU-BU!（井口裕香、日笠陽子）
作詞：加藤碧、作曲・編曲 大隅知宇
9. Rolling! Rolling! -Album Version-
作詞・作曲：桃井はるこ、編曲：渡辺剛
テレビアニメ『ロウきゅーぶ！SS』エンディングテーマ
10. ベスフレ
作詞：くまのきよみ、作曲・編曲：ツキダタダシ